# Thomasse de La Guerche
Thomasse de La Guerche  aussi appelée Thomasse de Châtillon ou de Pouancé, née vers 1215 et morte vers 1270, est dame de Vitré par ses mariages avec les barons André III et Guy Ier, aux côtés duquel elle est également dame de Laval de 1264 à 1267.

## Origine
Thomasse est la fille de Guillaume III de La Guerche et de sa seconde épouse Hersende de Sillé, elle est la sœur de Geoffroy II dit de Pouancé (mort en 1259), seigneur de La Guerche et de Pouancé.

## Famille
André III de Vitré  épouse en secondes noces vers janvier 1240 Thomasse de la Guerche, Dame de Pouancé et de Mareuil dont :
- Jeanne ;
- Philippa, nonne ;
- Marguerite, épouse d'Aimery III d'Argenton ;
- Aliette, épouse de Guillaume de Villiers ;
- Eustachie, dame des Huguetières épouse vers 1268 Olivier Ier de Machecoul ;
- André IV (né vers 1247-1248, mort le 16 septembre 1251).

En 1256, Thomasse de La Guerche se donne à Dieu, à la bienheureuse Marie de Fontaine-Daniel, et choisit l'abbaye de Fontaine-Daniel pour lieu de sépulture.
La même année, elle épouse Guy VII de Laval, veuf de Philippa de Vitré et donc gendre d'André III. Veuve depuis quatre ans déjà lors du décès de Philippa, Thomasse consentit à venir prendre auprès de Guy VII la place que celle-ci laissait vide, devenant dame de Laval et de Vitré pour la seconde fois. De cette union naquirent :
- Bouchard Ier (vers 1265 - 20 janvier 1320), seigneur de Conflans-Sainte-Honorine, d'Attichy et de La Malmaison. Il épousa Béatrice d'Erquery, fille de Raoul d'Erquery. Tous deux furent la tige d'une branche des Montmorency-Laval ;
- Mahé (Mathieu), mort jeune[5] ;
- Yolande[6], qui recevra la terre de Courbeveille.

Thomasse survécut à son second mari, comme au premier ; postérieurement à 1267, on la trouve devant le Parlement de Paris en procès avec Guy VIII de Laval, son beau-fils, et poursuivant sur les terres de l'Ile de France la constitution de son douaire, conformément aux dispositions prises par Guy VII et agréées par elle-même, dans ses lettres du 14 octobre 1265.

## Sources
- Amédée Guillotin de Corson Les grandes seigneuries de Haute-Bretagne II, 2 volumes 1897-1899 réédition Le Livre d'Histoire,  Paris (1999)  (ISBN 2844350305)
- Frédéric Morvan la Chevalerie de Bretagne et la formation de l'armée ducale 1260-1341 Presses Universitaires de Rennes, Rennes 2009,  (ISBN 9782753508279) « Généalogie no 39 : les seigneurs de Vitré (Montmorency-Laval) ».